# Zhou Xuan
Zhou Xuan (chino:  周璇, pinyin: Zhōu Xuán;  1 de agosto de 1920-22 de septiembre de 1957) fue una influyente  cantante popular y actriz china, reconocida como una de las figuras más destacadas de la música popular en la primera mitad del siglo XX. 
Nacida en Shanghai, Zhou Xuan comenzó su carrera artística a una edad temprana, destacándose rápidamente tanto por su excepcional talento vocal como por su presencia en pantalla. La década de 1940 marcó el apogeo de su carrera como actriz, consolidándose como una de las estrellas más queridas del cine chino, convertida en una de las siete más grandes intérpretes de la canción china. 
Sin embargo, fue su voz melodiosa y conmovedora la que la llevó a convertirse en una de las más grandes intérpretes de la música china, ganándose el aprecio del público en todo el país.
A lo largo de su carrera, Zhou Xuan desarrolló un repertorio que abarcó diversos géneros de la música popular, pero fue especialmente conocida por sus interpretaciones de canciones melódicas y sentimentales. Algunas de sus piezas más emblemáticas incluyen "Cuando regresaras" (你什么时候回来), "El final del cantante mundial" (世界歌唱的尽头), y "Night Shanghai" (上海之夜), las cuales continúan siendo consideradas como clásicos en la historia de la música china. Su estilo de canto suave y lleno de emoción, junto con su capacidad para transmitir sentimientos profundos a través de la música, la convirtieron en una de las artistas más admiradas de su tiempo.
Zhou Xuan es recordada no solo por su voz única, sino también por su contribución al cine chino de la época, en el que interpretó numerosos papeles que la convirtieron en un ícono cultural. A pesar de su trágica muerte a una edad temprana, su legado perdura, y su influencia sigue siendo relevante en la música y el cine chinos contemporáneos. Su figura es un símbolo de la era dorada de la música popular china y sigue siendo una de las artistas más queridas y respetadas en la historia cultural de China.

## Carrera

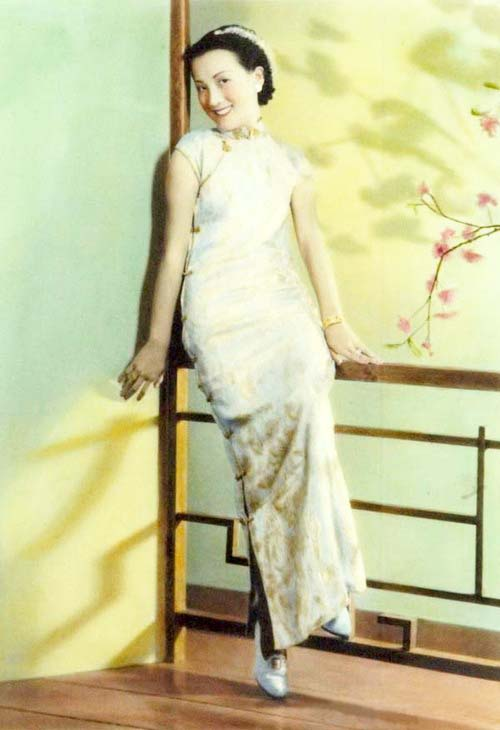
Una foto coloreada a mano de Zhou en la década de 1930.

En 1932, Zhou comenzó a actuar como miembro de la Bright Moon Song and Dance Troupe del cantante  y compositor Li Jinhui (1891-1967). A los 12 años, ganó el segundo premio en un concurso de canto en Shanghái y recibió el apodo de "Voz de Oro" (金嗓子) por su capacidad de cantar melodías agudas sin esfuerzo.
Zhou comenzó su carrera cinematográfica en 1935, y alcanzó el estrellato en 1937 cuando el director Yuan Muzhi la eligió como una de las protagonistas como chica cantante en Street Angel. Zhou se convirtió rápidamente en la cantante popular más famosa y comercializada de la época del gramófono hasta su muerte, cantando muchas melodías famosas de sus propias películas.
Entre 1946 y 1950, fue a menudo a Hong Kong para rodar películas como "All-Consuming Love" (長相思), "Hua wai liu ying" (花外流鶯) (Oropéndola en flor), Dolores de la Ciudad Prohibida, y "Rainbow Song" (彩虹曲). Tras presentar "Shanghai Nights" (夜上海) en 1949, Zhou regresó a Shanghái. Pasó los siguientes años entrando y saliendo de instituciones psiquiátricas debido a frecuentes crisis nerviosas. A lo largo de los años, Zhou llevó una vida personal complicada e infeliz marcada por sus matrimonios fallidos, hijos ilegítimos e intentos de suicidio. El primer marido de Zhou fue el compositor Yan Hua (嚴華, 1912-1992), que escribió y a veces también interpretó canciones con ella.
A pesar de haber realizado un total de 43 películas, su actuación más conocida siguió siendo la de 1937, Street Angel. Esta contenía dos temas musicales: "Canción de las cuatro estaciones" (四季歌) y "La cantante errante", (título traducido en inglés como The Wandering Songstress), que gozó de una popularidad duradera. Otras canciones conocidas de Zhou Xuan son "¿Cuándo volverás? ", "Shanghai Nights" (canción principal de la película del mismo nombre), "Yellow Leaves Dancing in the Autumn Wind" (黃葉舞秋風, Hojas amarillas bailando en el viento otoñal), "Eternal Smile" (永遠的微笑), "Canción de las cien flores" (百花歌), "Consejo" (叮嚀), "¿Dónde se puede encontrar el alma gemela?" (知音何處尋), y "Recogiendo nueces de betel" (採檳榔).
Fue conocida como la "Voz de Oro" (金 嗓子) para elogiar su talento cantando después de competir en un concurso de canto en Shanghái, donde quedó en segundo lugar. Zhou rápidamente se convirtió en la cantante popular más famosa y comercial en la época de las grabaciones en gramófono hasta el día de su muerte, cantando muchas canciones famosas por ser interpretadas como bandas sonoras en sus películas.

## Biografía
Zhou nació como Su Pu (苏 璞), pero fue separada de sus padres legítimos a una edad temprana y criada por padres adoptivos. Se pasó toda su vida buscando a sus padres biológicos, pero su ascendencia nunca se estableció hasta después de su muerte. Según una investigación de su familia, un pariente que era adicto al opio se la llevó a la edad de tres años a otra ciudad y la vendieron a una familia de apellido Wang, quien la nombró Wang Xiaohong. Fue adoptada más adelante por otra familia de apellido Zhou, cambiando su nombre por el de Zhou Xiaohong. A la edad de 13 años tomó Zhou Xuan como su nombre artístico, "Xuan" (璇) significa jade precioso en chino.
En el otoño de 1936, Zhou Xuan y el compositor Yan Hua se comprometieron oficialmente. El 10 de julio de 1938, Zhou Xuan y Yan Hua celebraron su boda en el Spring Garden Hotel en Peiping. El matrimonio duró solo tres años. Debido al escándalo, ambas partes sospecharon que la otra parte estaba teniendo una aventura. Después de varias peleas, Zhou Xuan incluso se escapó de casa. En 1941 se divorciaron.
Después de divorciarse, Zhou Xuan nunca se volvió a casar. La segunda relación pública de Zhou Xuan fue con Shi Hui, pero se separaron poco después. La tercera relación pública fue la convivencia con el comerciante de seda Zhu Huaide. Circuló el rumor de que Zhu Huaide engañó a Zhou Xuan con dulces palabras y defraudó sus sentimientos y parte de su propiedad. En 1950, después de regresar a Shanghái con una Zhou Xuan embarazada, ella emitió una declaración en la prensa anunciando que cesaba la relación de cohabitación con Zhu Huaide; a finales de año, nació su hijo, Zhou Min. El cuarto amante público de Zhou Xuan fue Tang Di, que se dedicaba a las obras de arte. En mayo de 1952, Zhou Xuan planeaba casarse con Tang Di, profesor de arte, pero el Tribunal Popular del Distrito de Jing'an condenó a Tang Di a tres años de prisión por cargos de fraude y seducción; el segundo hijo de Zhou Xuan, Zhou Wei, nació en el mismo año.
Después de la segunda guerra sino-japonesa, Zhou Xuan viajó entre el Hong Kong británico y Shanghái para protagonizar películas como "Sauvignon Blanc", "Cada uno tiene sus puntos fuertes", "No culpes a la juventud" y "La historia secreta del Palacio Qing" que se filmó en Hong Kong. En 1950, fue a Shanghái, ya en la República Popular China, para participar en el rodaje de la película "Paloma de la paz", pero se vio obligada a detenerse debido a una enfermedad. En el verano de 1951, Zhou Xuan sufrió una enfermedad mental mientras filmaba la película y fue enviada al sanatorio Hongqiao de Shanghái. El 18 de junio de 1957, Zhou Xuan se había recuperado y estaba lista para ser dada de alta del hospital, pero el 19 de julio padeció una meningitis aguda, siendo ineficaz el tratamiento que se le aplicó. Murió a las 8:55 p. m. del 22 de septiembre de 1957 en el Primer Hospital Afiliado de la Facultad de Medicina de Shanghái (ahora Hospital Huashan Afiliado a la Universidad de Fudan), a la edad de 37 años.
La sobrevivieron sus dos hijos, Zhou Wen y Zhou Wei. Zhou Wei actualmente reside en Toronto, Canadá, donde algunas veces realiza homenajes a su madre, y tiene dos hijas, ambas músicas. La mayor de las dos, Zhou Xiaoxuan, es una pianista de música clásica que se graduó en la Universidad Concordia (Montreal) y actualmente reside en Pekín. La más joven, Amanda Zhou, comenzó una carrera similar, solo que como actriz y ya ha trabajado en varios proyectos como protagonista de diferentes programas y películas.

## Filmografía
- 狂歡之夜 (Noche de carnaval) (1935)

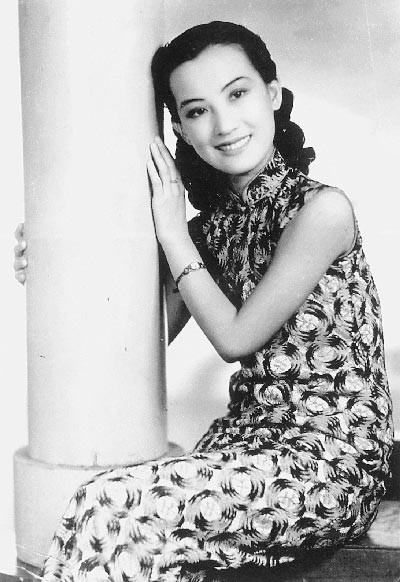
Fotografía de Zhou Xuan de antes de 1949.

- 馬路天使 (Ángel de la calle, Street Angel) (1937)
- 西廂記 (Romance de la cámara del oeste) (1940)
- 孟麗君 (Meng Lijun) (1940)
- 红楼梦 (Sueño de la cámara roja, Dream of the Red Chamber) (1944)
- 夜店 (Posada de noche, Night Inn) (1947)
- 長相思 (Sauvignon blanco) (1947)
- 清宮秘史 (Historia secreta del Palacio Qing) (1948)
- 花外流鶯 (Oropéndola en flor) (1948)
- 歌女之歌 (Canción de la corista) (1948)
- 莫負青春 (No desperdicies tu juventud) (1949)
- 花街 (Distrito de entretenimiento) (1950)

## Canciones famosas de Zhou Xuan

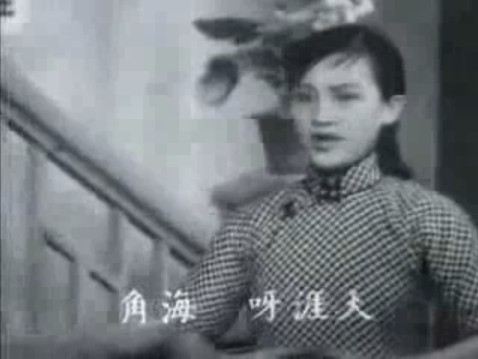
Fotograma de Zhou Xuan cantando "The Wandering Songstress" en la película Street Angel.

| - " Noche de Shanghai " - " Cuando vendrás de nuevo " - " La chica cantante del fin del mundo " - " La chica pescadora " - " Preciosa mañana " - " Canción de las cuatro estaciones " - "Siempre sonriente" - "Nuevas flores duales" - "Instrucciones" - "Primavera en el callejón malo" - "Una flor en el pecho" - "El viento de mayo" - "Recolección de nueces de betel" - "El corazón de la estrella" - "Mañana de primavera" - "Mundo loco" - "Luna llena y hermosas flores" - "Despedirte" - "Alegría familiar" - " En el estado de ánimo para el amor " - "No pierdas tu juventud" - "Mil millas por delante" - "Los Orioles sin flores" - "Hojas amarillas bailando en el viento de otoño" - "Pequeña sala de bodas" - "Flores de plata voladoras" - "La flecha del amor" | - "Dónde encontrar un amigo" - "Mes de la calle" - "Fénix volando" - "Envía al Gran Hermano" - "Copia roja" - "Para siempre" - "La canción de la cantante" - "Revelación de sentimientos sinceros" - "Canción para plantar flores" - "Oración bajo la luna" - "Flores de durazno de Longhua" - "El corazón inmutable" - "Niña de las flores" - "En la colina alta" - "El hombre es Feng'er y la hermana es Lang" - "Canción de cuna" - "Corazón maternal" - "Vender comestibles" - "Primavera en la montaña Zhongshan" - "Dos caminos" - "Mañana odiosa" - "Tres años de separación y reencuentro" - "Su San recogiendo té" - "Las flores están floreciendo y esperando que venga el hombre" - "Recordando a un Amado" - "Mal de amores en las cuatro estaciones" - "Permíteme mirarte" |

La cantante, actriz y polifacética Li Xianglan, también conocida como Yoshiko Yamaguchi, cree que "Cuando tú regreses" es la canción más famosa de Zhou Xuan transmitida de generación en generación. El director de cine de Hong Kong, Li Hanxiang, cree que "Cuando tú regreses" debería ser la canción más popular [5] .
Teresa Teng también cantó versiones de "Cuando tú regreses" y "Song Girl from the End of the World", de las cuales "Song Girl from the End of the World" también se incluyó en la película "Lust, Caution" de 2007 de Ang Lee.

## Legado en la cultura popular
Las canciones de Zhou Xuan siguen siendo un clásico de las canciones populares chinas. Los dos hijos sobrevivientes de Zhou Xuan escribieron dos biografías sobre ella. El libro Mi madre Zhou Xuan (My Mother Zhou Xuan) escrito por Zhou Wei y su esposa Xhang Jing; y un libro posterior, Diario de Zhou Xuan (Diary of Zhou Xuan, 周璇日記), escrito por Zhou Wen.
La cadena de televisión Television Broadcasts Limited (電視廣播有限公司, TVB), de Hong Kong, produjo una adaptación televisiva en 20 episodios, sobre la vida de Zhou Xuan que se tituló Song Bird (1989): esta serie fue protagonizada por Adia Chan como Zhou Xuan y Leon Lai como su prometido. Las canciones de Xuan fueron reescritas en cantonés y cantadas por Chan. Una adaptación televisiva posterior, basada en la biografía de su hijo Zhou Wei, se tituló Zhou Xuan (周璇), protagonizada por Cecilia Cheung. Esta versión fue sin embargo cuestionada por el hijo, que la calificó como una falsa representación de su madre, así como una falta de respeto a su familia.